# Perenye
Perenye là một thị trấn thuộc hạt Vas, Hungary. Thị trấn này có diện tích 16,22 km², dân số năm 2010 là 701 người, mật độ 43 người/km².